# Řády, vyznamenání a medaile Monaka

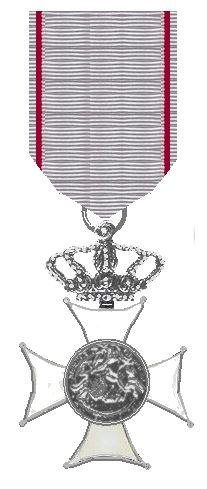
Řád Grimaldiů

Základ systému státních vyznamenání Monaka tvoří čtyři řády, z nichž každý je udílen v několika třídách. Monacká státní vyznamenání jsou udílena monackým knížetem.

## Řády
- Řád svatého Karla byl založen dne 15. března 1858 monackým knížetem Karlem III. Upraven byl monackým knížetem Rainierem III. dne 23. prosince 1966. Udílen je občanům Monaka i cizím státním příslušníkům za služby státu a knížeti.[3]
- Řád koruny byl založen monackým knížetem Rainierem III. dne 20. července 1960. Upraven byl stejným knížetem 23. prosince 1966. Udílen je občanům Monaka i cizím státním příslušníkům za mimořádné skutky.[4]
- Řád Grimaldiů založil monacký kníže Rainier III. 18. listopadu 1954. Upraven byl 19. července 1960 a znovu 23. prosince 1966.[5]
- Řád kulturních zásluh byl založen knížetem Rainierem III. dne 31. prosince 1952. Udílen je za mimořádné zásluhy v oblasti literární, umělecké a vědecké.[6]

## Medaile
- Medaile cti byla založena knížetem Albertem I. 5. února 1894[7] a upraveno Ludvíkem II. 20. dubna 1925. Znovu bylo upraveno Rainierem III. 13. listopadu 1952. Udílena je ve zlatě, stříbře a bronzu.
- Medaile Monackého červeného kříže byla založena knížetem Rainierem III. dne 16. října 1950. Udílena je ve zlatě, stříbře a bronzu.[8]
- Medaile dárce krve byla založena knížetem Rainierem III. dne 30. července 1993.[9]
- Vyznamenání za vynikající službu
- Medaile za tělovýchovu a sport byla založena dne 20. srpna 1939 a udílena je ve zlatě, stříbře a bronzu.[10]
- Medaile práce byla založena knížetem Ludvíkem II. dne 6. prosince 1924. Udílena je ve stříbře a bronzu občanům Monaka za zásluhy v práci.[11]
- Medaile knížete Alberta I. byla založena v roce 2001 monackým knížetem Rainierrem III. Pojmenována byla po monackém knížeti Albertu I. Udílena je za významný přínos ve fyzice a chemii oceánů.[12]

### Pamětní medaile
- Pamětní medaile nástupu Rainiera III. na trůn byla založena roku 1949 knížetem Rainierem III.[13]
- Pamětní medaile na svatbu knížete Rainiera III. a kněžny Grace byla založena monackým knížetem Rainierem III. v roce 1956. Udílena byla ve zlatě, stříbře a bronzu.[14]
- Pamětní medaile 25. výročí vlády Rainiera III. byla založena monackým knížetem Rainierem III. v roce 1974.[15]
- Pamětní medaile 40. výročí vlády Rainiera III. byla založena monackým knížetem Rainierem III. v roce 1989.[16]
- Pamětní medaile 700. výročí dynastie Grimaldiů byla založena roku 1997.[17]
- Pamětní medaile 50. výročí vlády Rainiera III. byla založena roku 1999.[17]
- Pamětní medaile nástupu Alberta II. na trůn byla založena roku 2005.[17]
- Pamětní medaile na svatbu knížete Alberta II. a kněžny Charlene byla založena roku 2011.[17]